# Minerve (U-Boot, 1964)
Die Minerve (S 647) war ein französisches U-Boot der Daphné-Klasse, das Ende Januar 1968 im nordwestlichen Mittelmeer verscholl. Benannt war die Minerve nach der römischen Göttin Minerva. Sie war nach dem Typschiff der Minerve-Klasse aus den 1930er Jahren das zweite französische U-Boot dieses Namens.
Das Wrack blieb 51 Jahre verschollen. Am 22. Juli 2019 gab die französische Verteidigungsministerin Florence Parly bekannt, dass die Minerve in rund 2400 Metern Tiefe im Mittelmeer gefunden wurde.

## Dienstzeit
Das U-Boot wurde formal am 19. Juni 1962 von der französischen Marine übernommen und am 10. Juni 1964 in Dienst gestellt. Die Probefahrt im November 1962 führte nach Londonderry Port, Bergen und Göteborg. Anschließend fuhr die Minerve über Cherbourg in ihren Heimathafen Toulon, wo sie am 22. Dezember 1962 eintraf. Das Boot diente im 1. U-Boot-Geschwader und war die gesamte Dienstzeit über im Mittelmeer eingesetzt. 1967 wurde es in Toulon überholt.

## Untergang

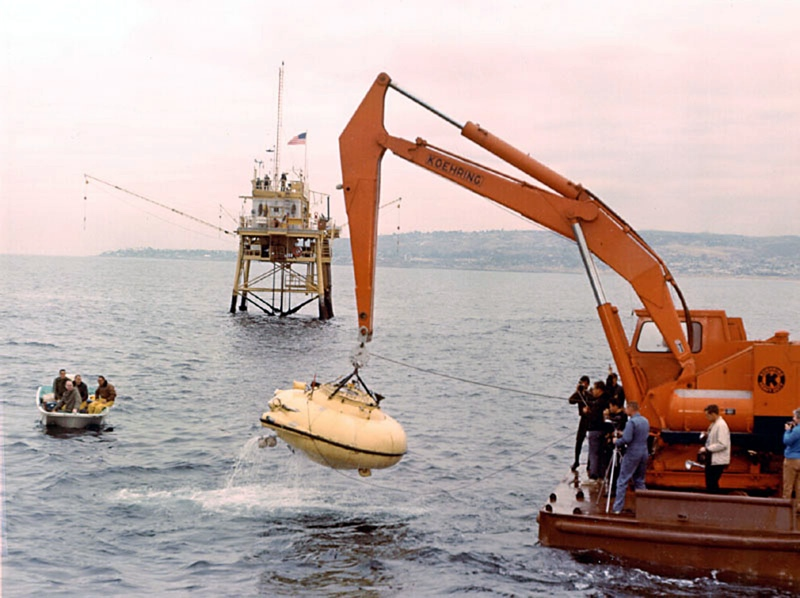
Tauchboot SP-350 Denise

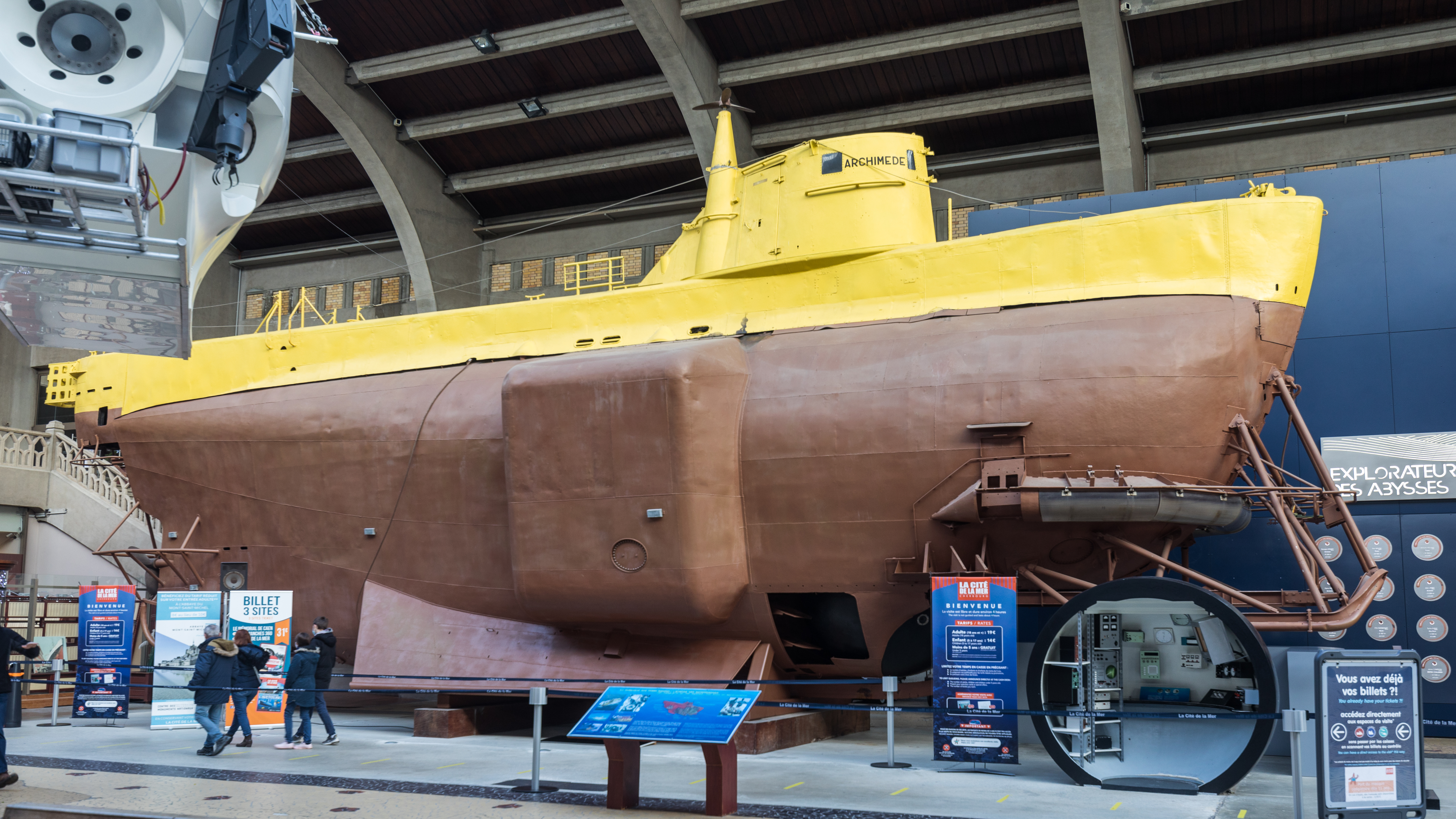
Bathyscaph Archimède

Am 27. Januar 1968, 7:55 Uhr, befand sich die Minerve in Schnorchelfahrt rund 25 Seemeilen (46 km) vor Toulon in Anfahrt auf den Heimathafen und teilte zu diesem Zeitpunkt einem begleitenden Aufklärungsflugzeug vom Typ Breguet Atlantic mit, dass sie in gut einer Stunde am Ziel eintreffen werde. Auf dieser Fahrt waren 52 Mann Besatzung an Bord. Es war eines von vier U-Booten, die 1968 durch nicht geklärte Umstände auf hoher See verloren gingen. Die drei anderen Boote waren die israelische Dakar, die US-amerikanische Scorpion und die sowjetische K-129.
Nach der Meldung an den Aufklärer fehlte von dem U-Boot und seiner Besatzung bis 2019 jede Spur. Zum Zeitpunkt des mutmaßlichen Untergangs um 7:59 erfolge gerade der reguläre 8-Uhr-Wechsel der Wachen; außerdem herrschten sehr schlechte Wetterbedingungen. Der Kommandant der Minerve, Lieutenant de vaisseau (Kapitänleutnant) André Fauve, galt als sehr erfahren und hatte vier Jahre auf Booten der Daphné-Klasse gedient.

## Suche
An der Suchaktion, die am 28. Januar 1968 begann, beteiligten sich unter anderem der Flugzeugträger Clemenceau und das Tauchboot SP-350 Denise, umgangssprachlich „tauchende Untertasse“ genannt, von Jacques Cousteau.
Cousteau kritisierte laut einem Bericht des Hamburger Abendblatts, die Suche sei zu spät eingeleitet worden. Die Sucharbeiten wurden am 2. Februar 1968 eingestellt, da davon ausgegangen wurde, dass niemand das Unglück überlebt hatte. Die Suche nach dem Wrack bzw. Wrackteilen wurde bis 1969 weitergeführt (Operation Reminer (REcherche MINERve), u. a. unter Mithilfe des Bathyscaphen Archimède und des US-amerikanischen Spezialschiffs Mizar).
Am 9. Februar 1968 fand an Bord des französischen U-Boots Eurydice im Beisein von Staatspräsident Charles de Gaulle eine Ehrenzeremonie für die verschollene Besatzung statt. Die Euridyce ging zwei Jahre später, Anfang März 1970, wie die Minerve ebenfalls unter ungeklärten Umständen im Raum Toulon verloren. Das Wrack der Eurydice wurde am 22. April 1970 gefunden.
Anlässlich der großen öffentlichen Beachtung, die dem Verschwinden des argentinischen U-Boots San Juan 2017 zuteilwurde, und der aufwendigen, letztlich im Jahr 2018 erfolgreichen Suche nach der San Juan riefen Angehörige der Mannschaft der Minerve die französische Verteidigungsministerin Florence Parly im November 2018 auf, die Suche nach dem Schiff wieder aufzunehmen.
Am 5. Februar 2019 gab das Verteidigungsministerium bekannt, die Suche wieder aufnehmen zu wollen.
Am 4. Juli 2019, über 51 Jahre nach dem Untergang, begann die Marine Nationale in Zusammenarbeit mit dem Meeresforschungsinstitut Ifremer eine Suchaktion. Zum Einsatz kam dabei zunächst das unbemannte Unterwasserfahrzeug Aster X des Ifremer, das vom Forschungsschiff Antea aus mit einer Suchleistung von etwa 10 km² pro Tag ein Gebiet von mehreren hundert km² absuchte. Am 16. Juli 2019 traf in Toulon zur Fortsetzung der Aktion das Suchschiff Seabed Constructor des britisch-amerikanischen Unternehmens Ocean Infinity ein, das bereits das Wrack der argentinischen San Juan gefunden hatte.
Am 22. Juli 2019 gab die französische Verteidigungsministerin bekannt, dass das in drei Teile zerbrochene Wrack der Minerve 45 Kilometer vor der Küste von Toulon in einer Tiefe von 2370 Metern gefunden worden sei. Das Unternehmen Ocean Infinity entdeckte die Minerve.

## Ursachen des Unglücks
Wenige Tage vor dem Verlust der Minerve wurde das Verschwinden des U-Boots Dakar (hebräisch: Schwertfisch) der israelischen Marine im Raum Kreta gemeldet. Das frühere britische U-Boot befand sich auf der Überführungsfahrt nach Israel. Auch im Fall der Dakar konnte der Untergang nie geklärt werden. Allerdings wurden 1999 Wrackteile entdeckt und teilweise gehoben. Aufgrund des zeitlichen und örtlichen Zusammenhangs wurde im Hamburger Abendblatt über die Auswirkungen eines möglichen Seebebens im Raum Sizilien spekuliert. Um 7:59 Uhr wurde außerdem das seismographische Echo einer Explosion festgestellt, die vermutlich auf die Implosion der Hülle des Bootes zurückzuführen war.
Ein Mitglied der Untersuchungskommission des Untergangs der Minerve, Admiral Jean Cazenave, hielt ein Eindringen von Wasser durch Schnorchel oder Periskop für die wahrscheinliche Ursache des Unglücks. Aufgrund der Untersuchung wurden einige Vorkehrungen für den Bau von U-Booten verschärft: Unter Druck stehende Wasserleitungen durften nicht mehr in Elektrodepartments verlegt werden, die Trimmung des Bootes sollte rechnergesteuert kontrolliert werden, und atomgetriebene U-Boote mit ballistischen Raketen (frz. Sous-marins nucléaires lanceurs d’engins, SNLE, engl. SSBN) sollten große Druckluftbehälter im Bug mitführen, um ihnen zusätzlichen Auftrieb bei Havarien zu verleihen und so ein schnelles Abtauchen über den Bug zu verhindern.